# Aion S
Aion S — первая модель электромобильной марки Aion китайского концерна GAC.

## Aion S

### История
В ноябре 2018 года GAC Motors представила Aion S на Guangzhou Auto Show, позиционируя его как конкурента Tesla Model 3. На китайском рынке продажи начались в апреле 2019 года. Совместное предприятие GAC-Toyota продаёт, с сентября 2019 года, несколько изменённый вариант модели — Toyota iA5. В марте 2021 года она поступила под наименованием Everus EA6 в продажу. Everus является маркой Guangqi Honda Automobile. 

Летом 2023 года стартовали официальные продажи в России по цене от 3,1 миллионов рублей.

### Описание
Aion S оснащен 19-дюймовыми колёсами и полностью светодиодной оптикой, а из оснащения — виртуальные приборы, камеры кругового обзора и автопарковщик. Пробег на одной зарядке составляет 500 км по циклу NEDC, то есть около 300 реальных километров.

Aion S имеет переднеприводное шасси с задней полузависимой подвеской.

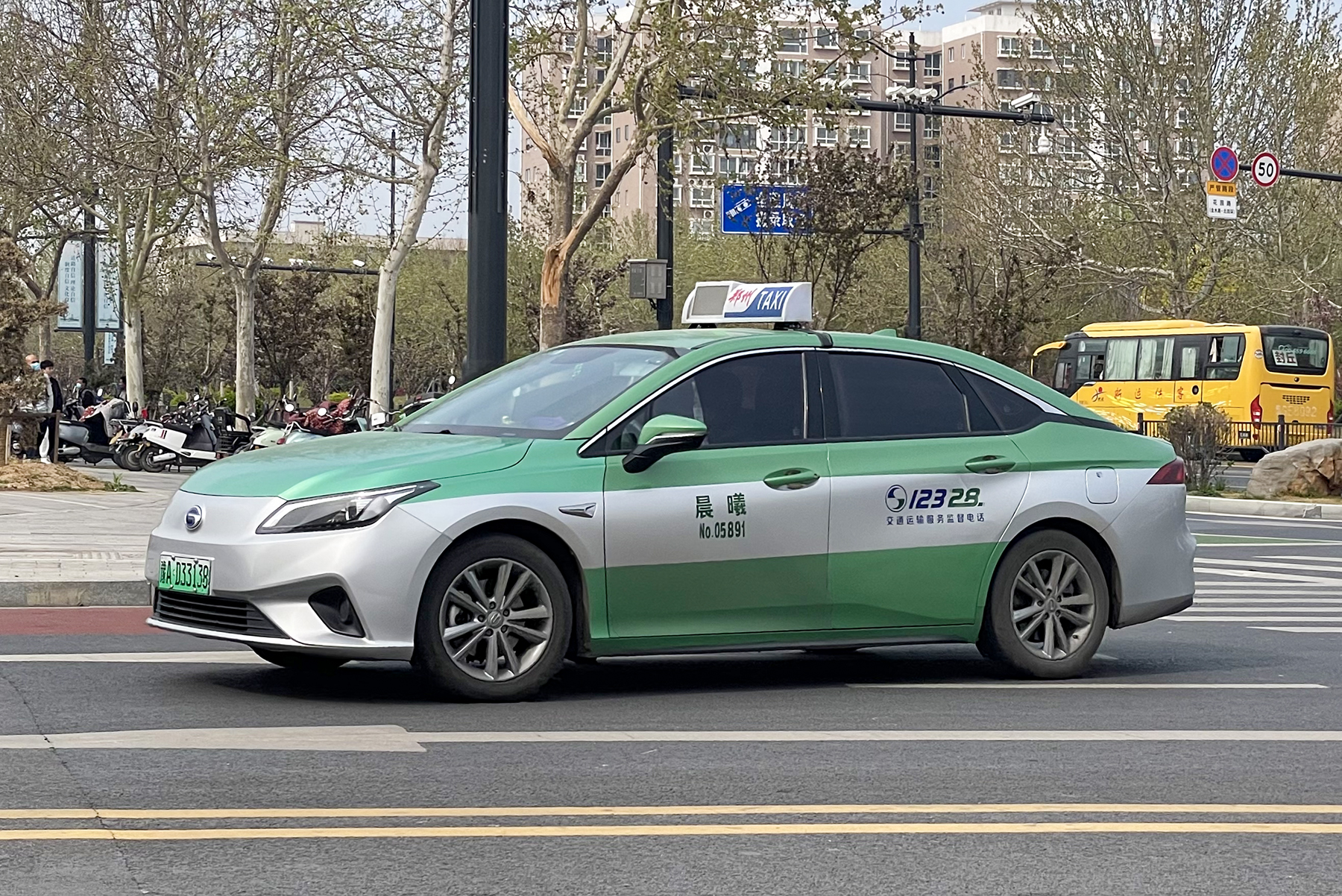
Aion S на службе в такси
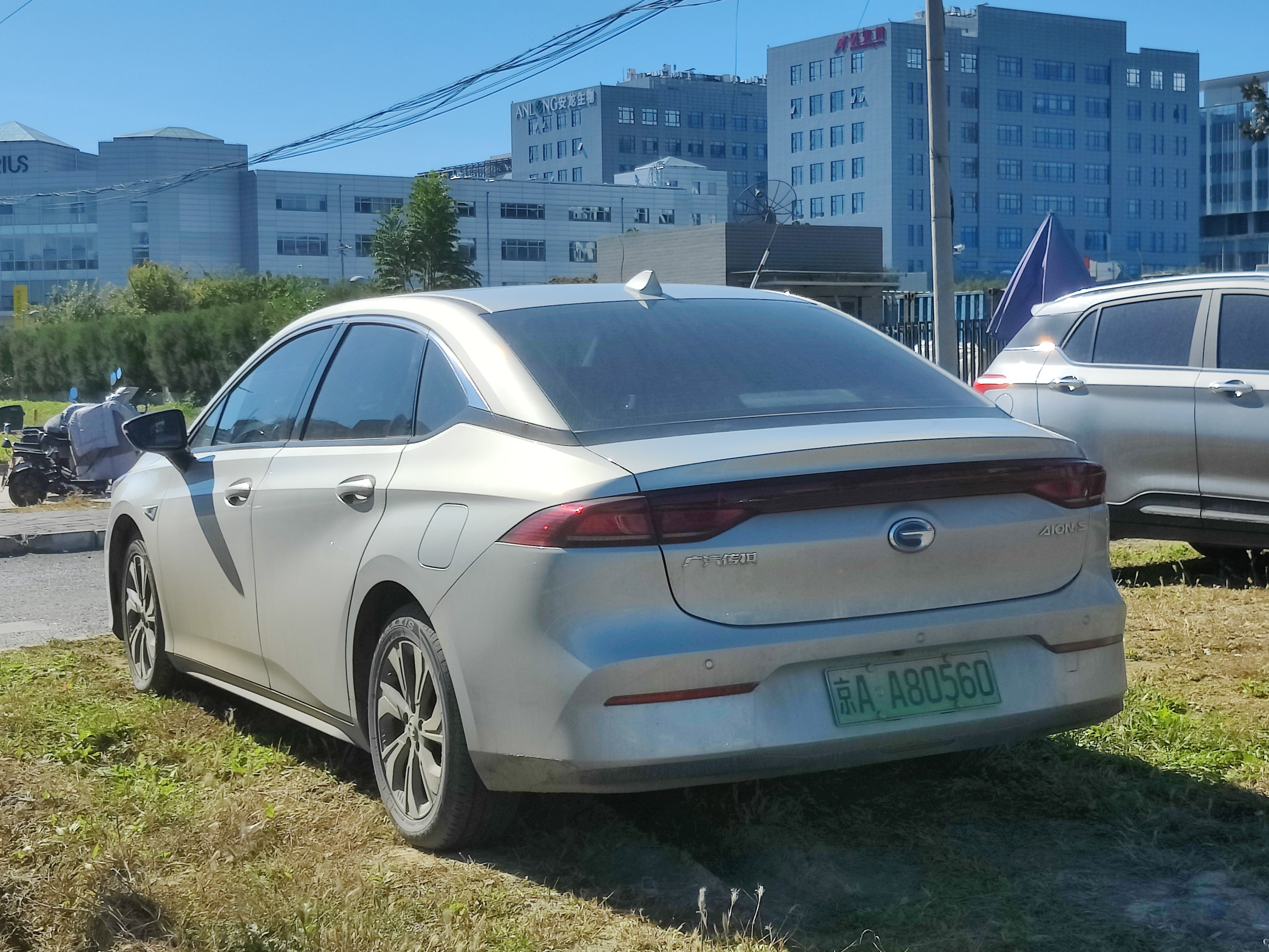
Aion S, вид сзади
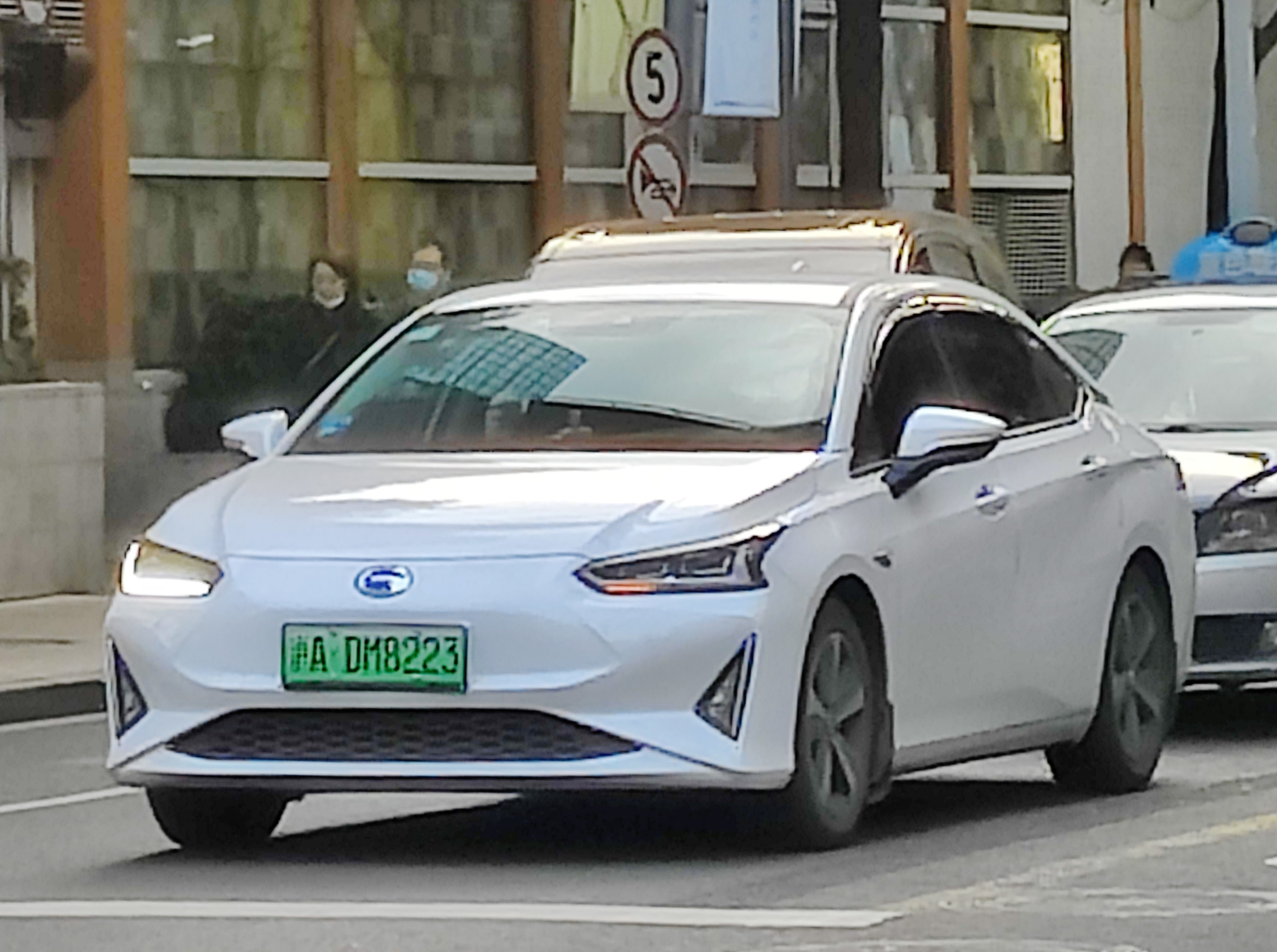
Toyota iA5
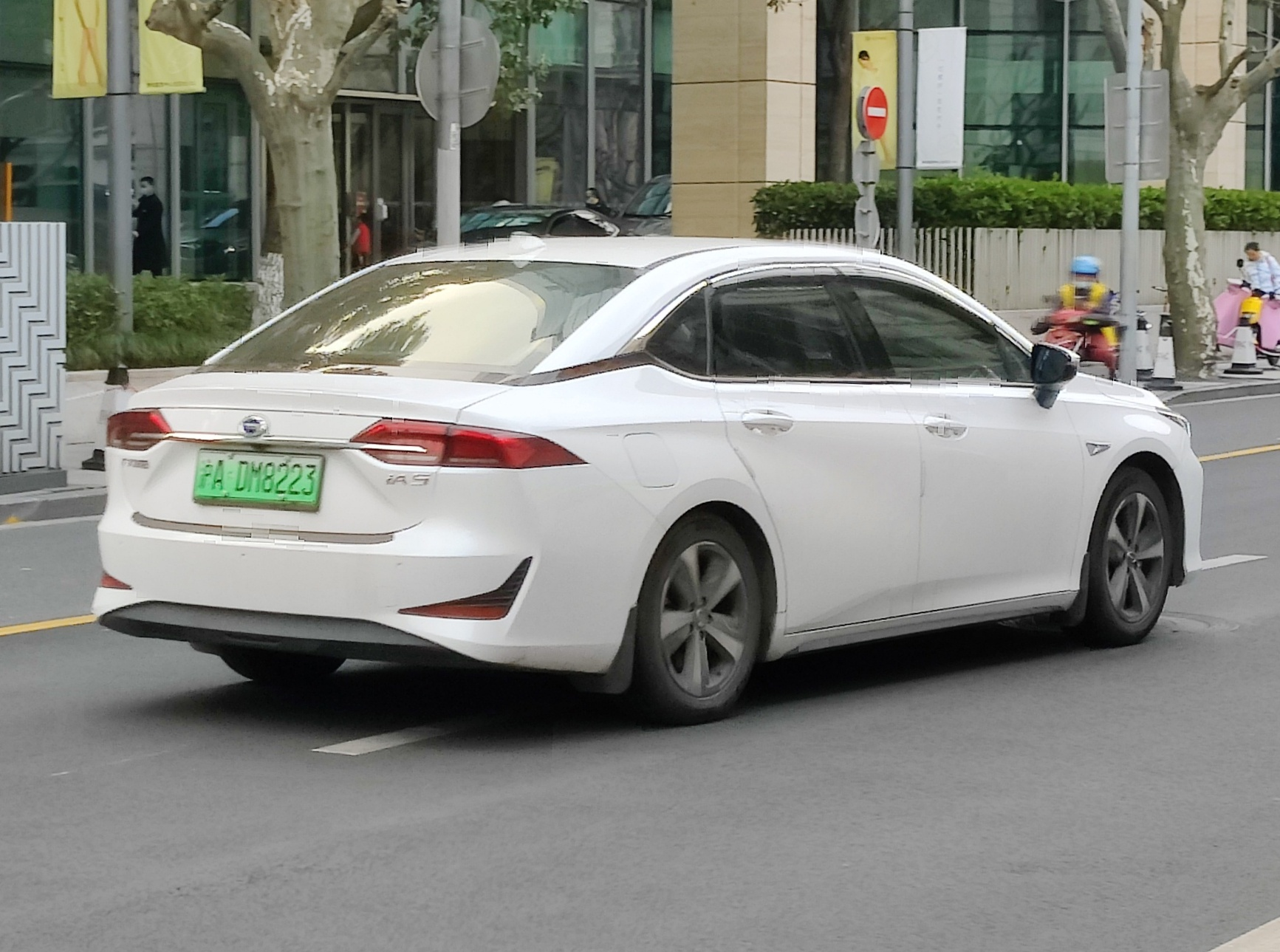
Toyota iA5, вид сзади

### Технические характеристики
| Модификация       | Годы производства | Ёмкость батареи, кВт⋅ч | Привод | Мощность, кВт   | Крутящий момент, Н⋅м | Разгон 0-100 км/ч, с | Максимальная скорость, км/ч | Расход электроэнергии кВт⋅ч / 100 км |
| ----------------- | ----------------- | ---------------------- | ------ | --------------- | -------------------- | -------------------- | --------------------------- | ------------------------------------ |
| S 530             | 04/2019–07/2020   | 49,4                   | ПП     | 135 (184 л. с.) | 300                  |                      | 130                         | 12,9                                 |
| S Max 530         | 08/2019–07/2020   | 48,4                   | ПП     | 150 (204 л. с.) | 300                  |                      |                             | 12,9                                 |
| S 580             | 07/2020 -         | 58,8                   | ПП     | 100 (136 л. с.) | 225                  |                      | 130                         | 12,9                                 |
| S 630 / iA5 / EA6 | 04/2019           | 58,8                   | ПП     | 135 (184 л. с.) | 300                  | 8,0                  | 156                         | 13,1                                 |

## Aion S Plus

### Описание
Почти все функции (включая управление климат-контролем) собраны в меню медиасистемы, которая имеет отдельно стоящий экран диагональю 37 см и систему обновления «по воздуху». За переключение режимов трансмиссии отвечает вращающаяся шайба на центральном тоннеле. В базовую комплектацию включена панорамная крыша площадью 1,9 квадратного метра. У неё нет сдвижной секции, зато стекло — электрохромное, и седоки могут менять степень его прозрачности. В богатых комплектациях есть адаптивный круиз-контроль, а у топ-версии — автопилот второго уровня.

Aion S Plus имеет переднеприводное шасси с задней полузависимой подвеской.

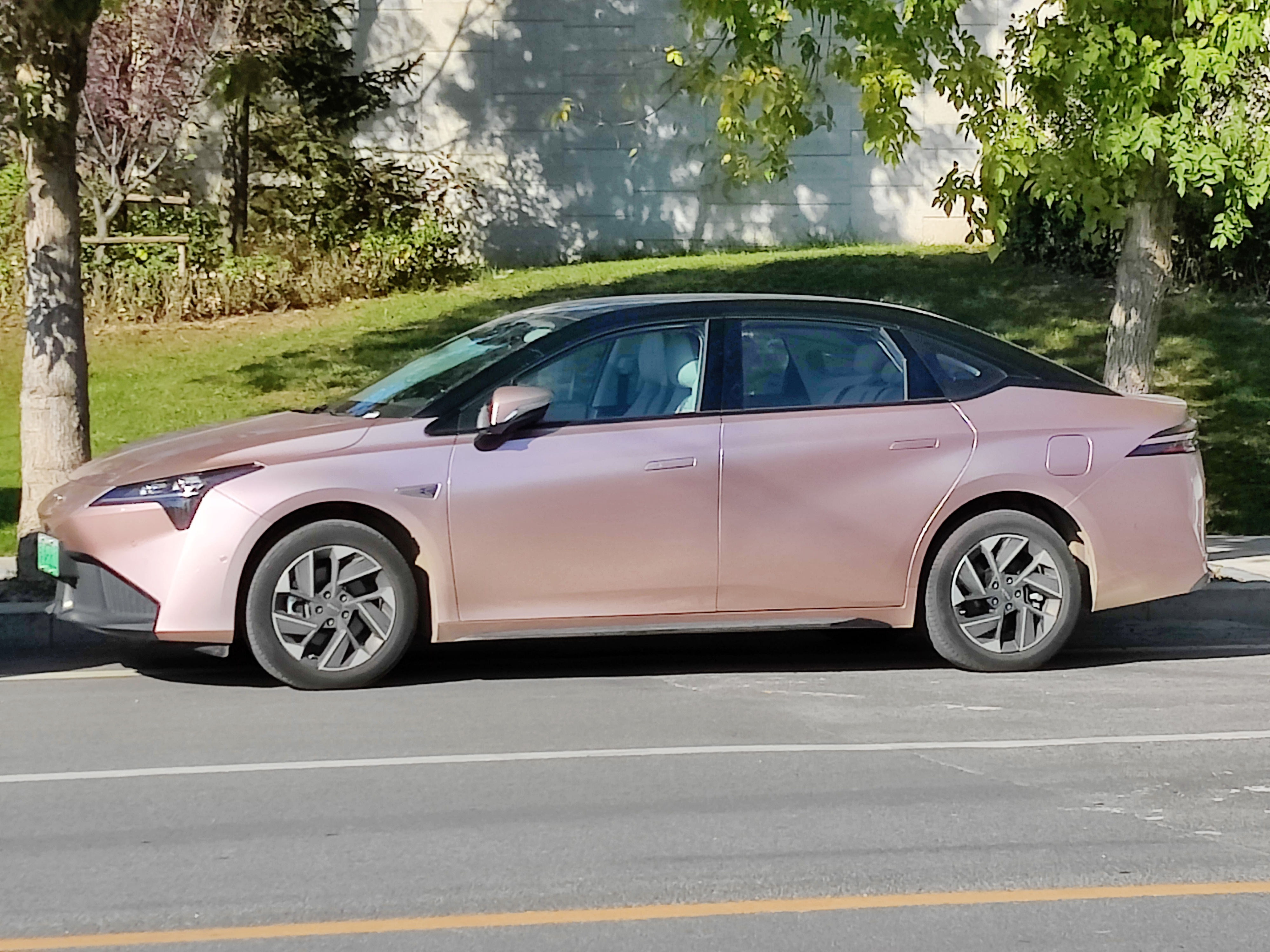
Aion S Plus, вид сбоку
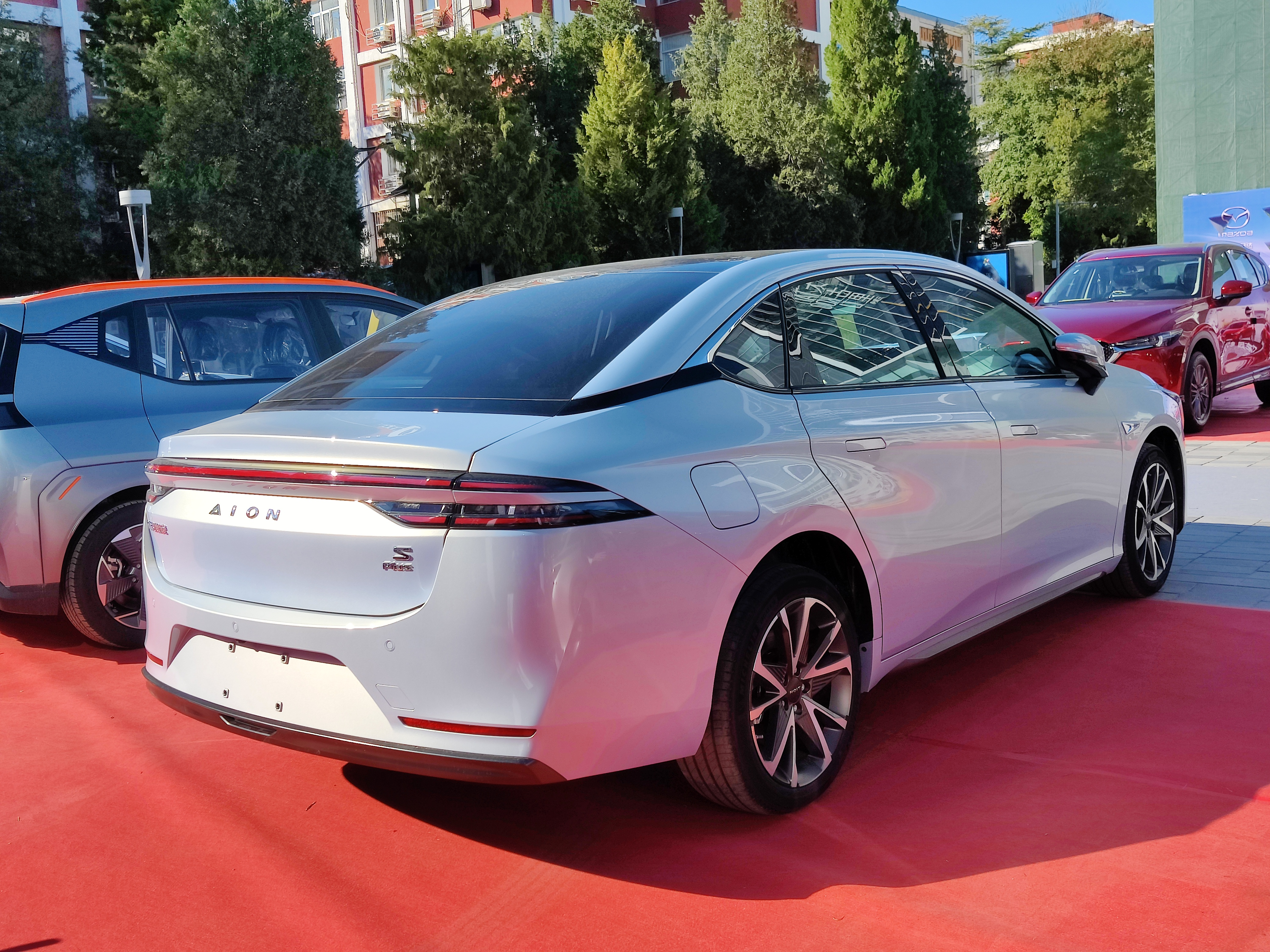
Aion S Plus, вид сзади
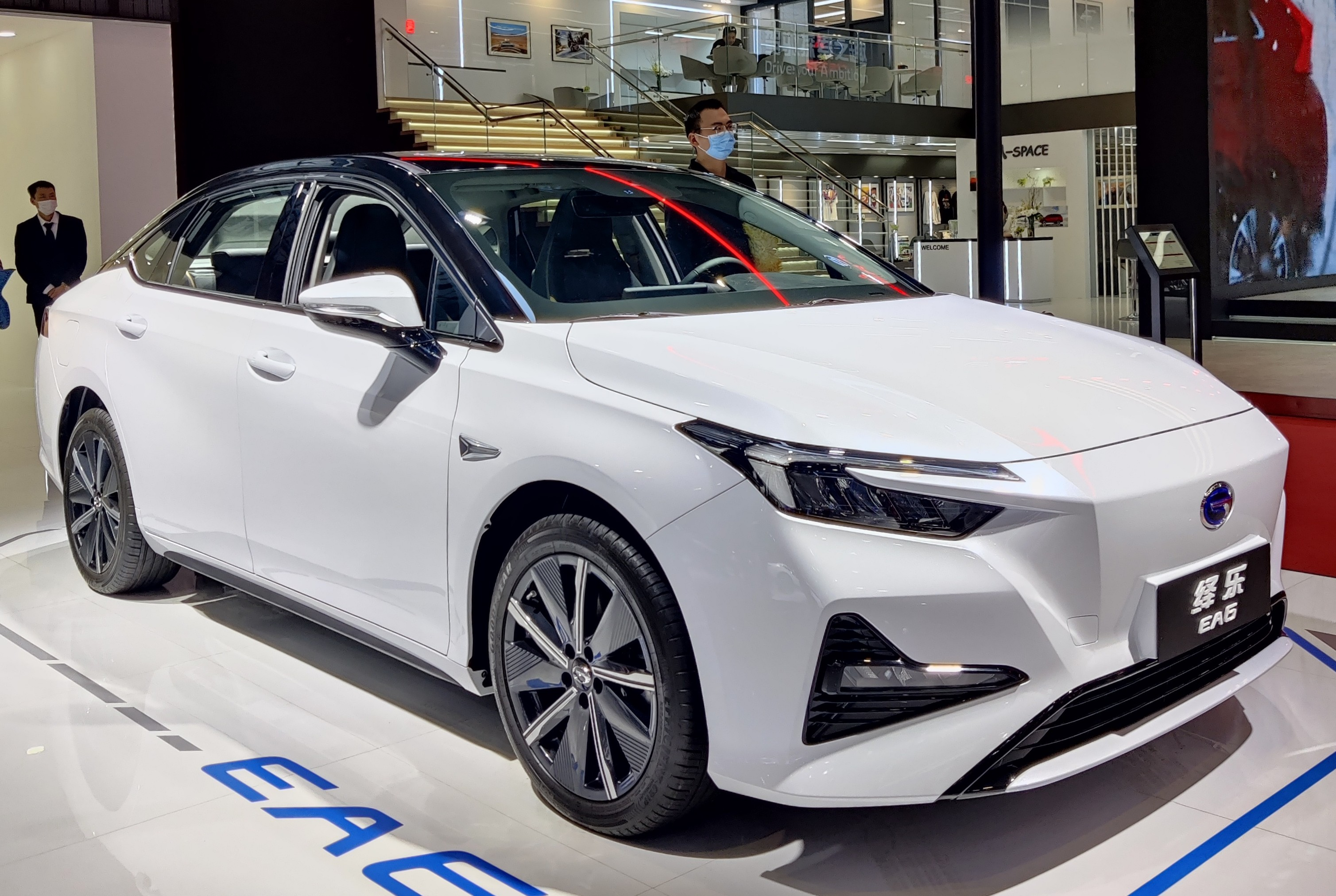
Everus EA6
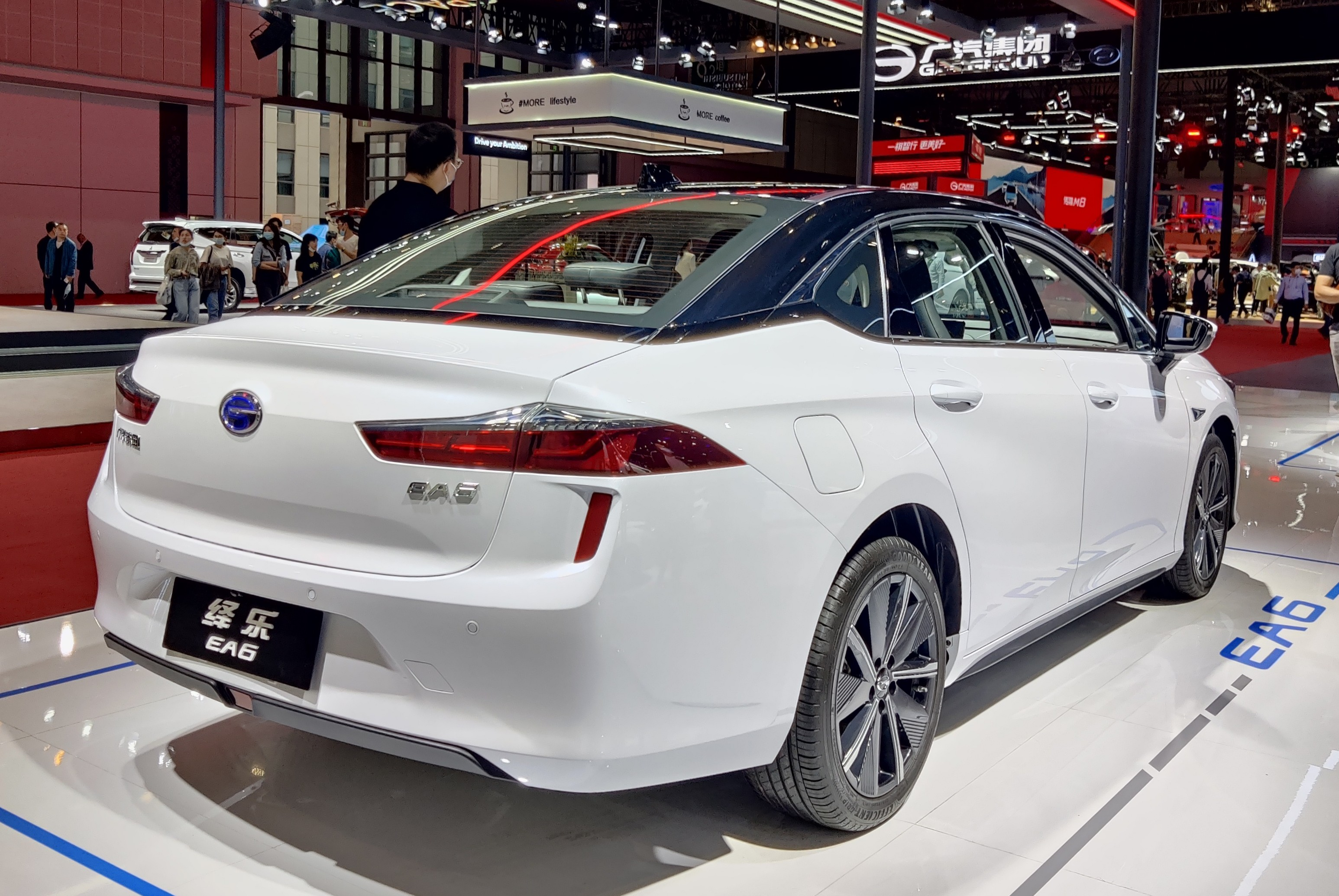
Everus EA6, вид сзади

### Технические характеристики
| Модификация | Годы производства | Ёмкость батареи, кВт⋅ч | Привод | Мощность, кВт   | Крутящий момент, Н⋅м | Разгон 0-100 км/ч, с | Максимальная скорость, км/ч |
| ----------- | ----------------- | ---------------------- | ------ | --------------- | -------------------- | -------------------- | --------------------------- |
| S Plus 60   | 06/2021–12/2021   | 50,6                   | ПП     | 100 (136 л. с.) | 225                  | 9,6                  |                             |
| S Plus 70   | 06/2021 -         | 58,8                   | ПП     | 150 (204 л. с.) | 350                  | 7,6                  | 160                         |
| S Plus 80   | 06/2021 -         | 69,9                   | ПП     | 165 (224 л. с.) | 350                  | 6,8                  | 160                         |